# Патара-Клдеиси
Патара-Клдеиси (груз. პატარა კლდეისი) — село в Грузии, на территории Тетрицкаройского муниципалитета края (мхаре) Квемо-Картли.

## География
Село находится в юго-восточной части Грузии, на правом берегу реки Клдеиси (левый приток реки Храми), на расстоянии приблизительно 15 километров (по прямой) к северо-западу от города Тетри-Цкаро, административного центра муниципалитета. Абсолютная высота — 1493 метра над уровнем моря.

## Население
По результатам официальной переписи населения 2014 года постоянное население в Патара-Клдеиси отсутствовало.
| Год  | Население, человек |
| ---- | ------------------ |
| 2002 | 0                  |
| 2014 | 0                  |